# Aderus martapuranus
Aderus martapuranus es una especie de coleóptero de la familia Aderidae. Fue descrita científicamente por Maurice Pic en 1914.

## Distribución geográfica
Habita en la isla de Borneo.